# Ortega Cartel
Ortega Cartel (рус. Ортега Картель) — польская хип-хоп группа, основанная в 2003 году в Канаде. В настоящее время участники группы проживают в Монреале.

## История
Коллектив был создан в 2003 году, инициаторами создания выступили Питер Питс и Патрик Антоневич. Первоначально они основали собственную музыкальную студию «3dB». С того момента группа выпустила на ней более 160 сольных и совместных треков. В период с 2004 по 2007 годы ими самостоятельно было создано четыре альбома, которые распространялись в Интернете и были доступны только для скачивания с официального сайта группы. В 2009 году вышел на дисках новый альбом «Ortega Cartel» — «Lavorama». Помощь в записи и продаже осуществлял лейбл «Sixteen Pads Records». Приглашёнными исполнителями оказались многие известные польские рэперы: O.S.T.R., Spinache, Proceente, Tede и другие. На 3 из 33 композиций были сняты видеоклипы. В рецензиях к альбому высказывалось удивление по поводу того, насколько качественным получился продукт «нераскрученной» в Польше команды:
Их хип-хоп как волнующий футбол. Каждая нота и каждое слово проникнуты чем-то восторженным, позитивным и веселым... "Lavorama" просто течет. Рецензенты часто сравнивают диск с историей или путешествием. Здесь непринужденные рифмы под знаком учтивости, веселье, ирония и слова любви к хип-хоп культуре. Это странный альбом, кстати - с большим количеством гостей... Работа, проделанная Patr00, так впечатляет, что мне действительно трудно вспомнить что-либо похожее. Этот альбом — редкое проявление любви к самой жизни, он поражает своим светом и лёгкостью. Кроме того, уделено большое внимание к визуальной оболочке. Очень хороший душ, очень крутой рэп.
— ORTEGA CARTEL – "Lavorama"
Отсутствие давления и жадности, врождённая скромность — всё это мешало записи альбома "Lavorama". Альбом является попыткой связать свободный подход к рэпу со строгими правилами бизнеса. Те, кто только сейчас познакомятся с творчеством группы, не будут разочарованы... Оба участника знают, что их рэп далёк от совершенства. Однако эта проблема была решена приглашением любимых ими гостей польской хип-хоп сцены: Reno, O.S.T.R. Spinache, Proceente, Daniel Drumz, Mielzky.
— Ortega Cartel — Lavorama
Альбом «Lavorama» в 2010 году получил 4 место (из 20) в номинации «Polska Produkcja Roku» конкурса «Rapgra Awards 2010». В 2012 году Patr00 занял 7 строчку в рейтинге 20 лучших хип-хоп продюсеров по версии журнала «Machina»

## Стиль
В своей музыке «Ortega Cartel» черпает вдохновение из классического хип-хопа, джаза и прогрессивного рока. Идея их проекта — рэп-игра, создание спонтанной музыки. Эта группа разработала свой собственный стиль: произведения кажутся недостаточно совершенными, но в то же время они создают уникальную атмосферу старых записей, что характерно для истоков польского рэпа. Так как все участники команды росли и живут в Монреале (Канада), то их музыка и контекст текстов — это результат наблюдений со стороны над жизнью Польши и мира
.
Команда долгое время оставалась чисто студийной, не гастролировала и не давала интервью. Лишь в 2011 году были организованы два концерта с участием группы: в Варшаве и Лодзе.

## Дискография
Альбомы
- 2004 — Zakazany owoc
- 2005 — Paskowy duel
- 2006 — Podziemne disco
- 2007 — Nic się nie dzieje
- 2009 — Lavorama

Треки с альбомов других исполнителей
- 2007 — Black Belt (ft. Kosaaa)
- 2007 — Retrospekcja (ft. Kosaaa)[5]
- 2010 — Czy to ważne (из сборника JuNouMi Records EP Vol.4)[6]

## Видеоклипы
- 2009 — This is for My Boys (ft. The Jonesz)[7]
- 2009 — To historia[8]
- 2009 — Dobre czasy (ft. Reno)
- 2010 — Lavorama[9]
- 2011 — Lavoholics (ft. Frank Nino)